# 你所不知道的我
《你所不知道的我》是中國偶像組合GNZ48的首張EP，於2016年9月19日發行。

## 簡介
《你所不知道的我》是GNZ48出道以來首張EP。《你所不知道的我》以轻快的歌曲节奏和充满正能量的歌词，呈现少女青春无畏的率直面貌。本张EP邀请了亚洲资深音乐人组成的专业制作团队亲自操刀，并根据两只队伍的不同风格，为GNZ48打造一张极具正能量的治愈系励志唱片。

## 收錄曲目
| CD       | CD             | CD             | CD             | CD       | CD        | CD    |
| 曲序     | 曲目           |                | 作曲           | 编曲     | 演唱者    | 时长  |
| -------- | -------------- | -------------- | -------------- | -------- | --------- | ----- |
| 1.       | 你所不知道的我 | 阿聿           | 周路           | 馮彥     | 選拔組    | 4:20  |
| 2.       | LOVE           | 黃楚欣（歡歡） | 黃楚欣（歡歡） | 馮彥     | Team G    | 3:40  |
| 3.       | 近未来         | 林熠           | 林熠           | 郭偉聰   | Team NIII | 3:52  |
| 4.       | 做自己的主宰   | 黃文輝         | ET             | 胡臻     | Team G    | 3:53  |
| 5.       | 这样的我       | 林熠           | 林熠           | 楊俊     | Team NIII | 3:32  |
| 总时长： | 总时长：       | 总时长：       | 总时长：       | 总时长： | 总时长：  | 19:17 |

## 選拔成員

### 你所不知道的我
（Center：謝蕾蕾）
- Team G：陳珂、陳雨琪、高源婧、林嘉佩、謝蕾蕾、曾艾佳、張瓊予、周倩玉
- Team NIII：陳慧婧、陳欣妤、劉力菲、劉倩倩、盧靜、唐莉佳、鄭丹妮、左嘉欣

### LOVE
（Center：陳雨琪、謝蕾蕾）
- Team G：陳珂、陳雨琪、杜雨微、高源婧、胡怡瑩、林嘉佩、劉夢雅、李沁潔、劉筱筱、羅寒月、謝蕾蕾、陽青穎、曾艾佳、張凱祺、張瓊予、周倩玉

### 近未来
（Center：唐莉佳）
- Team NIII：陳慧婧、陳楠茜、陳欣妤、馮嘉希、洪靜雯、劉力菲、劉倩倩、盧靜、孫馨、唐莉佳、冼燊楠、肖文鈴、熊心瑤、鄭丹妮、左嘉欣、左靖媛

### 做自己的主宰
（Center：謝蕾蕾）
- Team G：陳珂、陳雨琪、杜雨微、高源婧、胡怡瑩、林嘉佩、劉夢雅、李沁潔、劉筱筱、羅寒月、謝蕾蕾、陽青穎、曾艾佳、張凱祺、張瓊予、周倩玉

### 这样的我
（Center：唐莉佳）
- Team NIII：陳慧婧、陳楠茜、陳欣妤、馮嘉希、洪靜雯、劉力菲、劉倩倩、盧靜、孫馨、唐莉佳、冼燊楠、肖文鈴、熊心瑤、鄭丹妮、左嘉欣、左靖媛

## 外部連結
- GNZ48官网的专页 （页面存档备份，存于）